# 脇田停留場
脇田停留場（日语：／ Wakida teiryūjō */?），又稱脇田電車站，是位於鹿兒島縣鹿兒島市宇宿三丁目，鹿兒島市交通局（鹿兒島市電）谷山線的電車站。車站編號為I22。

## 歷史
- 1912年12月1日 - 鹿兒島電氣軌道設置此站[1][2]。
- 1917年11月10日 - 停車場位置遷移[3]
- 1928年7月1日 - 鹿兒島市電氣局接管路線。
- 1933年1月 - 改組成為鹿兒島市交通課車站。
- 1956年5月10日 - 改組成為鹿兒島市交通局車站。
- 1969年 - 隨著1967年，鹿兒島市與谷山市合併，以脇田停留場為邊界，市內線（20日圓）和市外線（5日圓）的區分廢除，改為均一車費（25日圓）[4]。

## 電車站構造
此電車站設有2面2線的相對式低地台月台。兩月台上設有電車接近顯示器和廣播系統。兩月台可讓輪椅人士上落，但是電動輪椅人士各由於月台寬度問題使不能使用此電車站。電車站鄰接平交道。此站是無人車站，不可在站內購買車票。
此站為市巴士與市電轉乘指定地點之一，市巴士於市電月台旁出發。

### 運行系統
此電車站是谷山線電車站之一。■1系統會駛入此站。

## 使用狀況
| 1日上下車人次變化 | 1日上下車人次變化 |
| 年度              | 1日平均人次       |
| ----------------- | ----------------- |
| 2011年            | 2,575             |
| 2012年            | 2,565             |
| 2013年            | 2,568             |
| 2014年            | 2,512             |
| 2015年            | 2,492             |

## 電車站周邊
郵局
- 鹿兒島宇宿三郵局

車站
- 宇宿站

教育設施
- 鹿兒島市立宇宿小學（日语：鹿児島市立宇宿小学校）

商業設施
- FamilyMart（日语：南九州ファミリーマート）脇田電停前店(設有鹿兒島銀行ATM)
- HANDSMAN（日语：ハンズマン）宇宿店
- OPSIA misumi（日语：オプシアミスミ）
- SQUARE MALL鹿兒島宇宿（日语：スクエアモール鹿児島宇宿）
  - 唐吉訶德鹿兒島宇宿店

金融機構
- 鹿兒島銀行宇宿分店
- 南日本銀行（日语：南日本銀行）脇田分店
- 鹿兒島相互信用金庫（日语：鹿児島相互信用金庫）脇田分店
- 鹿兒島興業信用組合（日语：鹿児島興業信用組合）脇田分店
- 鹿兒島未來農業協同組合（日语：鹿児島みらい農業協同組合）宇宿支店

## 巴士路線
脇田電停前巴士站
- 鹿兒島市營
  - 17號線（宇宿線）
  - 18號線（大學醫院（穿梭）線）
- 鹿兒島交通（日语：鹿児島交通）
  - 14系統（大學醫院線）
  - 星峯、櫻丘 - 鴨池港線
  - 皇德寺 - 鴨池港線

脇田巴士站
- 鹿兒島市營
  - 14號線（谷山線）
  - 33號線（慈眼寺、與次郎線）
- 鹿兒島交通
  - 4系統（AEON鹿兒島線）
  - 5系統（七島線）
  - 8系統（中山團地線）
  - 14系統（大學醫院線）
  - 星峯、櫻丘 - 鴨池港線
  - 皇德寺 - 鴨池港線
  - 加世田線
  - 知覧線
  - 指宿線

## 相鄰電車站
鹿兒島市交通局
鹿兒島市電■1系統
宇宿一丁目（I21）－脇田（I22）－笹貫（I23）

## 注腳
1. ↑  《日本鉄道旅行地図帳 12号 九州・沖縄》 p.51 新潮社
2. ↑  「軽便鉄道運輸開始」『官報』1912年12月19日（國立國會圖書館數碼化資料）
3. ↑  二軒茶屋至脇田之間距離0.5哩，脇田至笹貫之間距離0.2哩→二軒茶屋至脇田之間距離0.4哩，脇田至笹貫之間距離0.4哩「軽便鉄道停車場位置変更」『官報』1917年11月22日（國立國會圖書館數碼タル化資料）
4. ↑  《鹿児島市電が走る街 今昔》 p.57 水元景文 JTB出版 2007年
5. ↑  《鹿児島市電が走る街 今昔》 p.58 水元景文 JTB出版 2007年
6. ↑  国土数値情報(駅別乗降客数データ)  （页面存档备份，存于）（日語） - 國土交通省，2018年12月10日參閲

## 外部連結
- 鹿兒島市交通局 （页面存档备份，存于）（日語）